# بيثينيا أنجلينا أوينز-أدير
كانت بيثينيا أنجلينا أوينز-أدير (7 فبراير 1840-11 سبتمبر 1926) مصلحة اجتماعية أمريكية، وداعية لعلم تحسين النسل، وواحدة من أوائل الطبيبات في ولاية أوريغن.

## سيرتها المهنية
أعالت أوينز نفسها وابنها من خلال أداء مجموعة متنوعة من الوظائف. حاولت عائلتها، وخاصة والدها، إعالة طفلها، لكن بيثينيا رفضت وأخذت على عاتقها كسب لقمة العيش، على الرغم من كونها امرأة. في البداية وجدت عملًا في رعاية المرضى، والكي، والغسيل، والطبخ، لكن نظرًا لأنها أصبحت أكثر التزامًا في المدرسة، قررت أن تبدأ التدريس. أثناء زيارتها لأختها ديانا وصهرها جون، طلبت بدء العمل في مدرسة في كلاتسوب. حضر ستة عشر طالبًا في اليوم الأول من فصل دراسي مدته ثلاثة أشهر.
انتقلت في النهاية إلى وظيفة التدريس في المدرسة الابتدائية. أثبتت أنها شخصية جديرة بهذا المنصب فقد تمكنت من التعامل مع الأطفال المشاغبين بطريقة فعالة واكتسبت سمعة المعلمة الجيدة. أثناء التدريس، واصلت دراستها الخاصة جنبًا إلى جنب مع الوظائف الجانبية، مثل الخياطة، لتجميع المدخرات. تمكنت في النهاية من توفير ما يكفي لبناء منزل في أستوريا. ذاع صيتها كمعلمة، وفي عام 1865 عُرض عليها منصب في منطقة مختلفة. بدلًا من مغادرة منزلها، قررت أوينز أن التدريس لم يعد عمليًا من الناحية المالية وبدأت في التفكير في وظائف أخرى.
في هذا الوقت أيضًا، أُجبرت أوينز على مغادرة أستوريا لأن زوجها السابق، ليغراند هيل، ظهر وسعى لإصلاح علاقتهما مرة أخرى. شعرت بالتهديد، وغادرت منزلها في أستوريا وذهبت إلى والديها في روزبورغ، أوريغن. قررت أوينز البقاء مع والديها، لكنها كانت ما تزال بحاجة إلى عمل. اقترح صهرها عليها العمل في القبعات النسائية. لم تكن أوينز تعرف شيئًا عن صناعة القبعات، لكنها قررت أن تعلم نفسها هذه الممارسة، وقررت فتح متجرها للقبعات. بقي متجرها ناجحًا حتى افتتحت السيدة جين ستوكس متجرًا منافسًا للقبعات عبر الشارع. للبقاء في العمل ومواكبة الصيحات، سافرت أوينز إلى سان فرانسيسكو لتلقي التدريب من مدام فوتس، وهي صانعة قبعات ماهرة. عندما عادت أوينز إلى روزبورغ، تمكنت من استعادة العديد من عملائها والحفاظ على عملها. في النهاية، فقدت أوينز اهتمامها بصنع القبعات، ورغبت في العودة إلى المدرسة. أثناء مساعدة طبيب، أدركت قدرتها على أن تكون طبيبة، أكثر من الطبيب الذي كانت تساعده. بعد أن أدركت رغبتها في أن تصبح طبيبة، كانت مستعدة لمواجهة المعارضة وعدم الموافقة لتحقيق هدفها.
خلال القرنين التاسع عشر والعشرين، كان المجال الطبي يعتبر وظيفة للرجل واستبعِدت النساء من المهنة. لم يكن مسموحًا للمرأة أن ترى الجثث وتلمسها، وهذا شرط مطلوب من الأطباء. لكن، وعلى الرغم من التحامل، أعلنت أوينز لعائلتها نيتها الالتحاق بكلية الطب في فيلادلفيا. لم تكن عائلتها، بما في ذلك ابنها، داعمة في البداية لطموحاتها. ومع ذلك، غادرت أوينز إلى الساحل الشرقي مصممة على الالتحاق بكلية الطب. من خلال جهود النساء الاستثنائيات مثل أوينز، وإليزابيث بلاكويل، والأخوات هانت، وأخريات، شقت النساء طريقهن إلى مهنة الطب.

### كلية الطب
في عام 1871، وفي سن 31، غادرت أوينز ولاية أوريغن لمتابعة تعليمها في الطب في فيلادلفيا. حاولت بداية الحصول على قبول في كلية جيفرسون، ولكن نظرًا لأنهم لم يقبلوا امرأة من قبل، فقد رفضوا قبولها. لجأت أوينز، المصممة على أن تصبح طبيبة، إلى مدرسة فيلادلفيا الانتقائية. لكن بيثينيا لم يكن لديها الخبرة الكافية لتُقبل، وبالتالي في ذلك الصيف حضرت جلسة الدروس الخصوصية مع الدكتور صموئيل. اكتسبت من هذه الفصول الصيفية الخبرة اللازمة للتقدم إلى مدرسة فيلادلفيا الانتقائية ولقبولها. بعد عام من الدراسة، تخرجت أوينز من مدرسة فيلادلفيا الانتقائية وعادت إلى أوريغن لبدء الممارسة.
كان الطب في الغرب فريدًا بسبب طبيعته المنعزلة. كان المختصون الطبيون عادةً مبدعين وواسعي الحيلة. بالطريقة الطبية الغربية التقليدية، كانت أوينز مبتكرة وحازمة. خلال سنوات ممارستها، طبقت طريقة التطهير، وهي طريقة جديدة عممها الدكتور ليستر، ركزت على نظرية الجراثيم وتعقيم الأدوات والأماكن الطبية. استخدمت أيضًا ممارسة الحمامات الطبية، وهي طريقة تعلمتها في المدرسة الانتقائية.
في عام 1877، بعد سنوات من ممارسة الطب، سعت أوينز للحصول على مزيد من المعرفة وخلصت إلى أنها ستعود إلى كلية الطب لتتدرب وتصبح جراحة. عادت إلى الساحل الشرقي بخطابات توصية على أمل قبولها أخيرًا في كلية جيفرسون، ومع ذلك، رُفضت مرة أخرى بسبب جنسها. بناءً على توصية من الدكتور صموئيل ديفيد غروس، تقدمت بطلب إلى جامعة ميشيغان في آن أربور، وقُبلت في برنامج الجراحة لمدة عامين. استخدمت أوينز هذا الوقت للتسلح بأكبر قدر من المعلومات عن جسم الإنسان.
في يونيو 1880، تخرجت أوينز بشهادة في الطب والجراحة. بهذه الدرجة الجديدة، تمكنت أوينز من العودة إلى ممارستها في ولاية أوريغن وإجراء العمليات الجراحية. تخصصت في أمراض العيون والأذن. قادتها المعرفة الطبية والتميز الطبي إلى اكتساب سمعة كطبيبة في ولاية أوريغن، وسافر الناس من جميع أنحاء الولاية لطلب مساعدتها. واصلت ممارستها، وانتقلت إلى ياكيما، واشنطن لعدة سنوات، حتى توقفت عن ممارستها في عام 1905، بعد 33 عامًا في المهنة.

### أم عزباء
كانت فترة حياة أوينز بين طلاقها الأول وبدء حياتها المهنية صعبة. على الرغم من أنها غيرت اسمها قانونًا إلى اسمها قبل الزواج، لكن وصمة العار لاحقت النساء المطلقات في ذلك الوقت، خاصة أن الطلاق لم يكن نتيجة مباشرة للزنا. كانت خيارات الأم العاملة محدودة اجتماعيًا. ومع ذلك، على الرغم من التحامل، وجدت أوينز عملًا في التدريس، وبدأت عملها الخاص في صناعة القبعات، وفي النهاية أصبحت طبيبة، إلى جانب وظائف غريبة أخرى لدعم نفسها وابنها. 
في العقود الفاصلة بين زواجها الأول والثاني، اتخذت بيثينيا خطوات نشطة لضمان نجاح ابنها جورج. سجلته في جامعة كاليفورنيا في بيركلي عندما كان عمره 16 عامًا. ثم، في سن 18، سجلته في كلية الطب بجامعة ويلاميت في ولاية أوريغن. سافرت أوينز وجورج في إجازة طويلة إلى أوروبا للدراسة تحت إشراف أنجح الجراحين والأطباء في ذلك الوقت. عند عودتهم إلى الولايات المتحدة، تزوج جورج واستمر في ممارسة مهنة الطبيب الناجحة.
بالإضافة إلى جورج، تبنت أوينز طفلًا ثانيًا من مريض يحتضر. مثلما فعلت مع ابنها جورج، عملت أوينز على ضمان نجاح الطفلة الصغيرة المدعوة ماتي. وضعت ماتي في المدرسة، وساعدت في تدريبها على صناعة القبعات، ودعمتها لتصبح طبيبة أيضًا. كانت علاقتهما وثيقة للغاية، عاشت ماتي وعملت فترات طويلة خلال حياتها تحت إشراف أوينز. لسوء الحظ، ماتت ماتي في أوائل الثلاثينيات من عمرها، فتدمرت أوينز. تبنت أوينز بدورها ابن ماتي، فيكتور أدير هيل، وربته حتى بلغ سن الرشد أيضًا.

## حياتها اللاحقة

### زواج ثاني
تزوجت بيثينيا أوينز، البالغة من العمر 44 عامًا، من زوجها الثاني، العقيد جون أدير، خريج ويست بوينت، في 24 يوليو 1884. التقيا عندما كانا طفلين ولكنهما أعادا إحياء العلاقة بعد لقائهما مرة أخرى كبالغين. كان أدير أرملًا، وخطبا لفترة قصيرة قبل أن يتزوجا في الكنيسة الأولى في بورتلاند، أوريغن. كان أدير مطورًا للأراضي ومزارعًا خبيرًا، ولكن طوال فترة الزواج، كانت أوينز هي المعيل الأساسي، وتولت شؤون الأسرة المالية.